# Crane & Breed Manufacturing Company
Crane & Breed Manufacturing Company war ein US-amerikanischer Hersteller von Fahrzeugen.

## Unternehmensgeschichte
Das Unternehmen aus Cincinnati in Ohio stellte seit 1850 Kutschen her. 1902 gab es Versuche mit einem Elektroauto. Ab 1909 entstanden Krankenkraftwagen und Leichenwagen mit Ottomotoren. 1912 kamen Personenkraftwagen dazu. Der Markenname lautete Crane & Breed. Im gleichen Jahr endete die Produktion von Komplettfahrzeugen. Bis zur Auflösung des Unternehmens im Jahre 1924 entstanden nur noch Aufbauten.

## Fahrzeuge
Das Elektroauto war ein Runabout. Er ging nicht in Produktion.
Die Krankenwagen und Leichenwagen hatten einen Sechszylindermotor mit 48 PS Leistung.
Die Pkw von 1912 verwendeten den gleichen Motor. Das Fahrgestell hatte 386 cm Radstand. Acht verschiedene Aufbauten standen zur Wahl. Dies waren Tourenwagen, Roadster, Toy Tonneau, Torpedo, Coupé, Limousine, Town Car und Landaulet-Limousine.